# Leptapoderus lameyi
Leptapoderus lameyi là một loài bọ cánh cứng trong họ Attelabidae. Loài này được Pic miêu tả khoa học năm 1928.